# Superfuerza
En física recibe la denominación de superfuerza a la conjeturada fuerza que reuniría a las cuatro fuerzas fundamentales  (gravedad, electromagnetismo, fuerza nuclear fuerte y fuerza nuclear débil), se considera con altísimas probabilidades que en el momento inicial del big bang lo que había era una superfuerza, antes de crearse el espacio-tiempo, al generarse y diferenciarse el espacio y el tiempo, en instantes, la superfuerza se fue dividiendo en las cuatro fuerzas elementales actualmente existentes en el universo conocido.